# Fiat Cinquecento

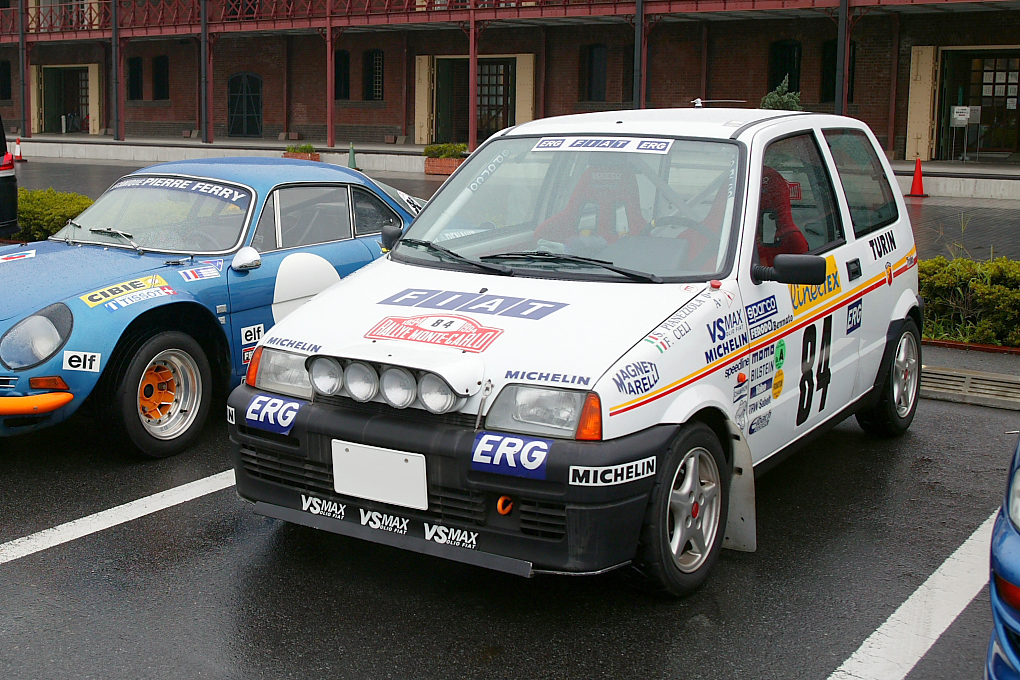
Fiat Cinquecento Trofeo

De Fiat Cinquecento is een automodel van Fiat, dat geproduceerd werd van eind 1991 tot 1998 als opvolger van de Fiat 126. Het model valt in de kleinste klasse, de miniklasse en heeft als opvolger de Fiat Seicento.

## Historie
De Fiat Cinquecento werd volledig gebouwd in de fabriek in Tychy in Polen. In tegenstelling tot de achterwielaangedreven 126 met motor achterin, werd de Cinquecento een voorwielaangedreven auto met de motor voorin. Bij de introductie werd het autootje geleverd met een overdwars geplaatste 903 cc viercilinder injectiemotor met onderliggende nokkenas en een bescheiden, in de lengte geplaatste 704 cc tweecilinder. Eén automodel met twee verschillende plaatsingsrichtingen van de motor is vrij uniek.

## Uitvoeringen
De versie met 704cc-motor was bedoeld om alleen in Polen uitgebracht te worden. De 30 pk (22 kW) leverende motor werd overgenomen uit de 126p BIS, de Poolse versie van de Fiat 126 waarvan de productie gestaakt werd met de introductie van de Cinquecento.
De 903 motor met 40 pk (29 kW) was het standaardtype op de meeste buitenlandse markten. Dit type motor heeft al in heel veel kleine Fiatmodellen dienstgedaan, voor het eerst in de Fiat 850 van 1968. In 1993 werd de motorinhoud om fiscale redenen verkleind naar 899 cc, het vermogen daalde iets naar 39 pk.
In 1994 bracht Fiat de Cinquecento Sporting uit, met de 1108cc FIRE-motor (van de Fiat Punto 55), die 54 pk (40 kW) leverde. De auto is sportief uitgerust met onder andere een lederen stuurwiel en sportstoelen. Tevens wordt de versnellingsbak van de Sporting met stangen bediend in plaats van bowdenkabels, wat de bediening aanzienlijk preciezer maakt.

## Sport
Binnen Europa werd er in verschillende landen, waaronder Nederland, rallysport bedreven met de Fiat Cinquecento. Cups tot dertig deelnemers waren geen uitzondering, en daarmee onderstreepte Fiat de populariteit van het kleine model. Samen met huis tuner Abarth ontwikkelde Fiat uit het basis model met 899cc-motor een serieuze groep A rallywagen. Vijfjaar lang werd er in tal van Europese landen met de Cinquecento om de hoogste eer gestreden. In 1999 verloor de Cinquecento definitief zijn status als belangrijkste rally model en deed de Seicento met een 110 pk sterke 1108cc-motor zijn intreden.

## Tuning
Veel tuning bedrijven vonden in de Cinquecento Sporting met zijn 1108cc fire motor een ware uitdaging, en zo verschenen er talloze snelle varianten in het straatbeeld. Tuners als Novitec ontwikkelden een turbo versie met een motorvermogen van 110pk. Ook vandaag de dag zie je nog steeds veel Cinquecento's rijden, en hebben zich rondom dit model talloze liefhebber clubs gevormd.

## Trival
- Cinquecento betekent in het Italiaans 500. Er was al eerder een Fiat 500 uitgekomen.

Huidige modellen: 
124 Spider ·
500 ·
500e ·
500L ·
500X ·
600 ·
Aegea ·
Argo ·
Cronos · 
Doblò · 
Ducato ·
Fiorino ·
Fullback ·
Linea ·
Palio · 
Panda · 
Punto · 
Qubo ·
Scudo · 
Siena ·
Strada ·
Tipo · 
Ulysse
Historische modellen na de Tweede Wereldoorlog: 
124 · 
125 · 
126 · 
127 · 
128 · 
130 · 
131 · 
132 · 
133 · 
147 · 
148 · 
242 ·
500 ·
600 · 
600 Multipla · 
850 · 
1100 · 
1200 · 
1300/1500 · 
1400/1900 · 
1800/2100 · 
2300 · 
Albea ·
Argenta · 
Barchetta · 
Bianchina ·
Bravo · 
Brío · 
Campagnola · 
Cinquecento · 
Coupé · 
Croma · 
Dino · 
Duna · 
Elba ·
Fiorino ·
Freemont ·
Grande Punto ·
Idea ·
Marea · 
Marengo · 
Mod 5 · 
Multipla · 
Oggi · 
Panorama · 
Penny · 
Prêmio · 
Regata · 
Ritmo · 
Sedici ·
Seicento · 
Spazio · 
Stilo ·
Talento · 
Tempra · 
Tipo · 
Turbina · 
Uno · 
Vivace · 
X1/9
Historische modellen voor de Tweede Wereldoorlog: 
1 · 
1T · 
10 HP · 
12 HP · 
24 HP · 
2B Torpedo · 
4 HP · 
501 · 
502 · 
503 · 
505/507 · 
508 · 
509 · 
510/512 · 
514 · 
515 · 
518 · 
519 · 
520 · 
521 · 
522 · 
524 · 
525 · 
527 · 
60 HP · 
70 · 
801 · 
1100 · 
1500 · 
2800 · 
Brevetti · 
Laundolet · 
Modello O · 
Tipo 2 · 
Tipo Torpedo · 
Topolino · 
Zero